# Robert Spieler
 (août 2021).
Si vous disposez d'ouvrages ou d'articles de référence ou si vous connaissez des sites web de qualité traitant du thème abordé ici, merci de compléter l'article en donnant les références utiles à sa vérifiabilité et en les liant à la section « Notes et références ».
Robert Spieler, né le 18 décembre 1951 à Sarreguemines, est un journaliste et homme politique français.
Engagé à l'extrême droite, député du Bas-Rhin de 1986 à 1988, il fonde Alsace d'abord en 1989, puis la Nouvelle Droite populaire en 2008.

## Biographie
Âgé de dix-sept ans, Robert Spieler milite à Ordre nouveau, puis, dans les années 1970, au Parti des forces nouvelles (PFN). Il est diplômé de l'Institut d'études politiques de Strasbourg.
En 1981, il fonde un club de réflexion, « Le Forum d'Alsace ».
En 1984, il crée Alsace renouveau, association à vocation politique développant des thèses régionalistes et identitaires. Il est candidat aux élections cantonales de 1985 dans le canton de la Gare à Strasbourg ; il recueille 8 % des voix.
Il rejoint le Front national avec l’équipe d'Alsace renouveau en 1985 et est élu député et conseiller régional sous l'étiquette du parti en 1986. Il le quitte en 1989, désapprouvant « la ligne anti-européenne » et les « pratiques népotistes » de Jean-Marie Le Pen.
Tête de liste, en 1989, de « Strasbourg d'abord » aux élections municipales, il est élu conseiller municipal et conseiller de la communauté urbaine de Strasbourg (CUS). Il démissionne du Front national pour créer le mouvement régionaliste Alsace d'abord.
En décembre 1989, il est condamné pour incitation à la haine raciale à la suite de la diffusion d'une affiche électorale présentant une Alsacienne revêtue d'un tchador pendant la campagne pour les élections législatives de 1986.
Il est réélu conseiller régional en 1992 (2 élus d'Alsace d'abord aux élections régionales avec 6 % des voix), et en 1998 (3 élus Alsace d'abord au conseil régional). Il est également réélu conseiller municipal de Strasbourg en 1995.
En 2001, il obtient 9,2 % des voix aux municipales de Strasbourg. Il est par ailleurs vice-président de l’association de rassemblement de toutes les sensibilités identitaires « Défendons notre identité ».
En 2004, il mène la liste Alsace d'abord aux élections régionales, et fait 9,4 % des voix. La modification du mode de scrutin (la barre est portée de 5 à 10 % par le gouvernement Raffarin) ne permet pas d’avoir d’élus. Il démissionne de la présidence d'Alsace d'abord en 2006, tout en restant membre du mouvement.
En mars 2007, il reprend la présidence d'Alsace d'abord. Il se présente aux élections municipales 2008 de Strasbourg, mais ne récolte que 2,17 % des voix.
En avril 2008, il annonce renoncer à la présidence d'Alsace d'abord et s'engager au sein du Comité d’Initiative pour la Refondation au sein duquel se retrouvent des figures de l'extrême droite comme Bruno Mégret. Le même mois, il participe en compagnie d'une quarantaine de cadres et d'élus de la droite nationale et régionaliste[réf. nécessaire] au lancement d'une nouvelle formation d'envergure nationale, la Nouvelle Droite populaire (NDP).
Robert Spieler milite ensuite pour le rassemblement des forces nationalistes, nationales et identitaires au sein de l'Union de la droite nationale qui regroupe déjà, outre la NDP, le Parti de la France de Carl Lang et le MNR fondé par Bruno Mégret et dirigé par Annick Martin.
Il se démarque du Front national et de sa présidente Marine Le Pen, estimant que cette dernière « n'a ni culture ni conviction, tout juste un peu de talent ».

### Activité dans les médias
Il participe activement à Synthèse nationale, et écrit chaque semaine dans Rivarol une chronique intitulée « Chronique de la France asservie et résistante », relayée par le site internet de Synthèse nationale.
Il a également participé à la revue Espace nouveau lancée par Jean-François Touzé à l'automne 1989.
C'est Robert Spieler qui questionne Jean-Marie Le Pen dans Rivarol du 9 avril 2015. Les propos tenus par le président d'honneur du FN déclenchent une polémique au sein du parti frontiste.

## Nouvelle Droite populaire
La Nouvelle Droite populaire (NDP) est un parti politique français d'extrême droite fondé par Robert Spieler en 2008.
Il rassemble plusieurs personnalités de la droite dite « nationaliste et identitaire » dont Pierre Vial, président de Terre et Peuple, Roland Hélie, directeur de la revue Synthèse nationale, François Ferrier, ancien conseiller régional de Lorraine.

## Publication
- Le Dictionnaire des polémistes, d'Antoine de Rivarol à François Brigneau, Les Bouquins de Synthèse nationale, 2012, 170 p.